# کوه کرکوم

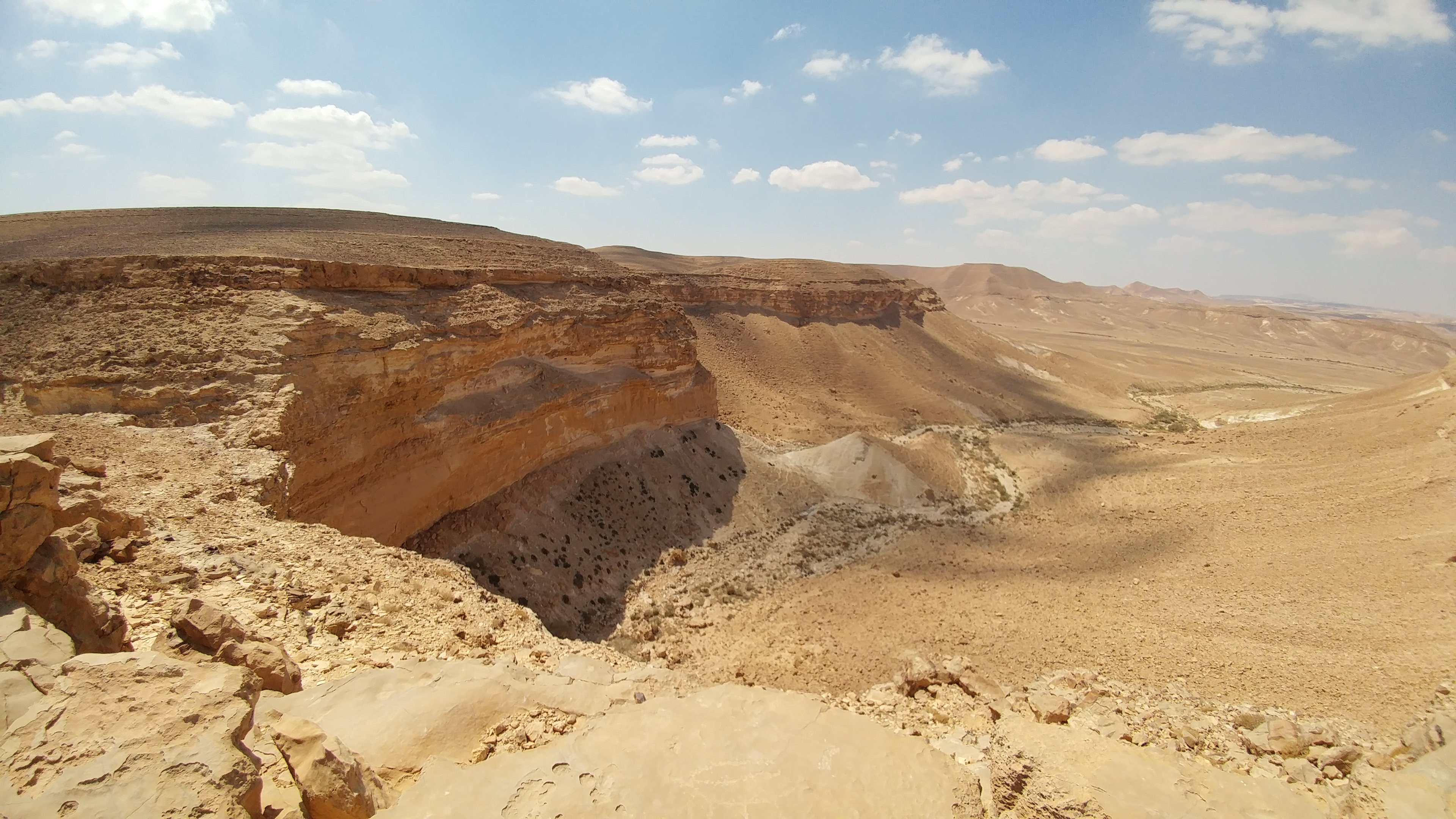

کوه کرکوم (عبری: הר כרכום‎ «کوه زعفران» که جبل ایدید نیز نامیده می‌شود) کوهی است در جنوب غربی صحرای نقب در اسرائیل که در نیمه راه بین پترا و کادش بارنیا قرار دارد. تعدادی از محققان احتمال این را که کوه کرکوم کوه سینا در کتاب مقدس است، در نظر گرفته‌اند. به دنبال این نظریه، امانوئل آناتی در کوه حفاری کرد و متوجه شد که این کوه یک مرکز فرقه مهم پارینه سنگی است که فلات اطراف آن با زیارتگاه‌ها، محراب‌ها، دایره‌های سنگی، ستون‌های سنگی و بیش از ۴۰۰۰۰ حکاکی صخره ای پوشیده شده‌است.
کوه کرکوم در صحرای نگف جنوبی در لبه شمالی نهال پاران قرار دارد و یکی از بهترین نمونه‌های حکاکی‌های سنگی جهان را ارائه می‌دهد. دسترسی به این کوه به دلیل صخره‌های بی عیب و نقص آن، که حدود ۳۰۰ متر از محیط اطراف بالا می‌روند، دشوار است. فلات ان حدود ۸۰۰ متر بالاتر از سطح دریا، از طریق دو مسیر اصلی باستانی قابل دسترسی است. به دلیل شرایط بیابانی، مکانها و ابزارهای پراکنده شده در حالت بسیار عالی یافت شدند. مواد جمع‌آوری شده تا کنون نشان می‌دهد که در دوره پارینه سنگی کوه منبع عالی مواد اولیه برای تولید ابزار سنگ چخماق و محل ملاقات مهم بوده‌است. اهمیت این کوه با یافته‌های آن، به ویژه از مجموعه عصر برنز نشان داده می‌شود.